# Ле-Тур
Ле-Тур (фр. Le Thour) — коммуна во Франции, находится в регионе Шампань — Арденны. Департамент коммуны — Арденны. Входит в состав кантона Асфельд. Округ коммуны — Ретель.
Код INSEE коммуны — 08451.
Коммуна расположена приблизительно в 150 км к северо-востоку от Парижа, в 70 км севернее Шалон-ан-Шампани, в 55 км к юго-западу от Шарлевиль-Мезьера.

## Население
Население коммуны на 2008 год составляло 325 человек.
| 1962 | 1968 | 1975 | 1982 | 1990 | 1999 | 2008 |
| ---- | ---- | ---- | ---- | ---- | ---- | ---- |
| 312  | 377  | 333  | 303  | 351  | 317  | 325  |

## Экономика
В 2007 году среди 194 человек в трудоспособном возрасте (15—64 лет) 140 были экономически активными, 54 — неактивными (показатель активности — 72,2 %, в 1999 году было 59,7 %). Из 140 активных работали 128 человек (73 мужчины и 55 женщин), безработных было 12 (9 мужчин и 3 женщины). Среди 54 неактивных 14 человек были учениками или студентами, 18 — пенсионерами, 22 были неактивными по другим причинам.

## Фотогалерея

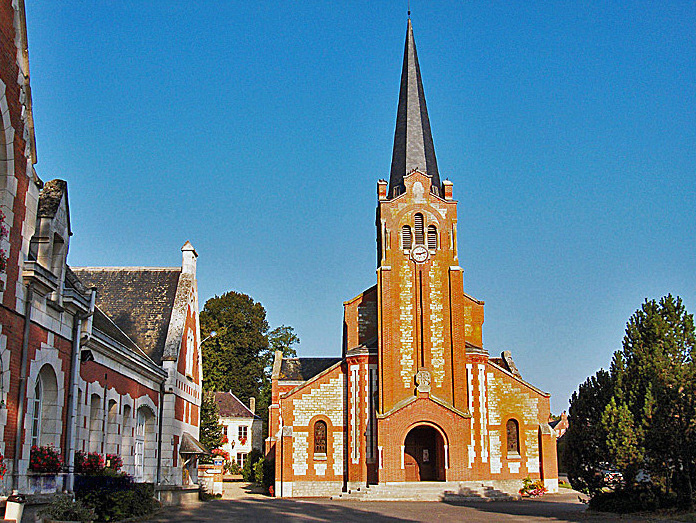
Церковь
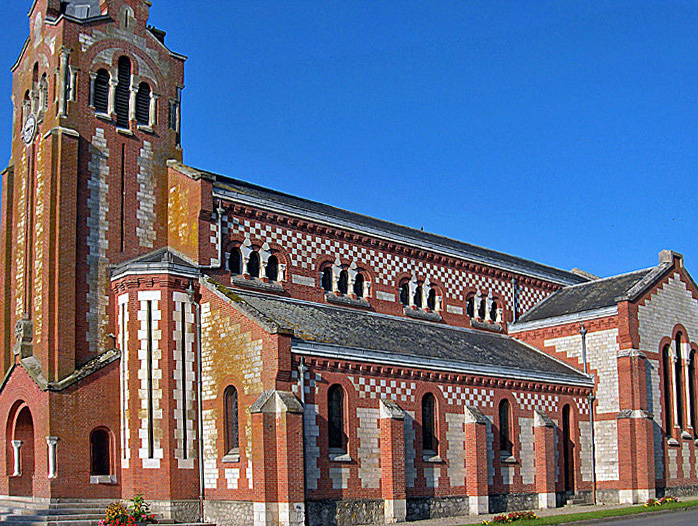
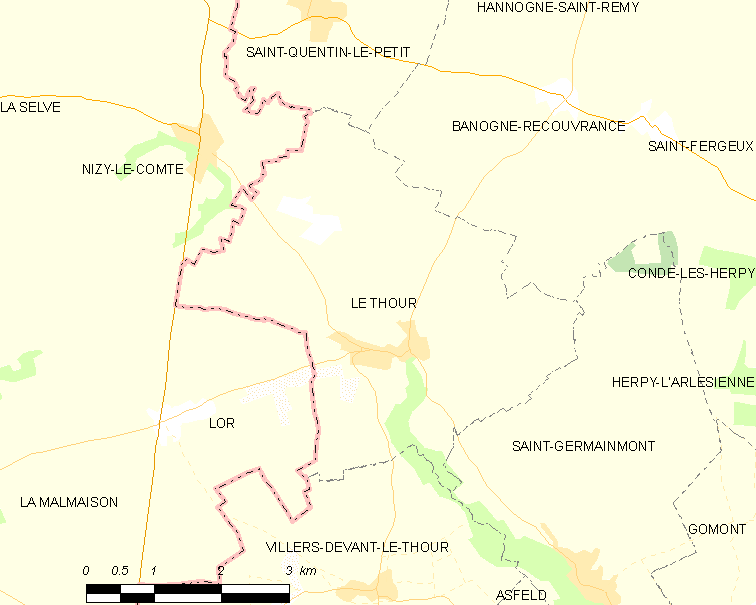
Карта коммуны